# Rhapsodie satanique
Pour plus de détails, voir Fiche technique et Distribution.
Rhapsodie satanique est un film italien muet réalisé par Nino Oxilia, sorti en 1917.
Le compositeur Pietro Mascagni, auréolé du succès de son opéra vériste Cavalleria Rusticana est l'auteur de la partition symphonique qui accompagne ce drame muet.

## Synopsis
L'histoire est une variation féministe de Faust, que Fausto Maria Martini a écrit en 1915 dans un poème. Alba d'Oltrevita, une noble femme vieillissante, promet son âme au diable, qui doit lui rendre sa jeunesse à condition qu'elle renonce à l'amour. Deux frères, Tristano et Sergio, menacent de se tuer si elle ne prend pas en considération leur amour. Mais elle ne s'intéresse pas du tout à Sergio et prépare son mariage avec Tristano. C'est seulement lorsque Sergio se suicide que des sentiments tels que l'amour et le remords lui reviennent en mémoire et qu'elle accepte la fugacité de la beauté. Mais Méphisto resurgit et retire sa promesse de lui rendre sa jeunesse, parce qu'elle a rompu le contrat en retrouvant l'amour. Alba erre, vêtue d'un voile comme si elle était l'épouse de Sergio, et meurt après avoir retrouvé son apparence de vieille femme.

## Fiche technique
- Titre original : Rapsodia satanica
- Réalisation : Nino Oxilia
- Scénario :  Alberto Fassini
- Directeur de la photographie : Giorgio Ricci
- Société de production : Società Italiana Cines
- Pays de production :  Royaume d'Italie
- Longueur : 905 mètres
- Format : Noir et blanc - 1,33:1 - Muet
- Date de sortie : 
  - Royaume d'Italie : juillet 1917

## Distribution
- Lyda Borelli : Alba d'Oltrevita
- André Habay : Tristano
- Ugo Bazzini : Mefisto
- Alberto Nepoti (it)
- Giovanni Cini : Sergio